# Takakazu Ishii
Takakazu Ishii (jap. 石井 隆一, Ishii Takakazu, eigentlich 石井 一; * 15. Dezember 1945 in Toyama, Präfektur Toyama) ist ein japanischer Politiker, ehemaliger Beamter und seit 2004 Gouverneur von Toyama.
Ishii wurde nach seinem Studium an der rechtswissenschaftlichen Fakultät der Universität Tokio Beamter im „Ministerium für Selbstverwaltung“, nach der Reform der Zentralregierung 2001 dann im „Ministerium für allgemeine Angelegenheiten“. Dort war er zuletzt unter anderem shingikan (Position unter den Staatssekretären), Leiter der Abteilung für Kommunal- und Präfektursteuern und ab 2002 Leiter der Shōbō-chō, der nationalen Feuer- und Katastrophenschutzbehörde.
2004 zog sich in der Präfektur Toyama Gouverneur Yutaka Nakaoki nach 24 Jahren im Amt zurück. Ishii beendete seine Beamtenlaufbahn und bewarb sich um die Nachfolge. Seine Kandidatur wurde von den großen Parteien, dem Gewerkschaftsbund Rengō Toyama und dem örtlichen Verband der landwirtschaftlichen Kooperativen (JA Group) unterstützt. Gegen nur einen KPJ-gestützten Gegenkandidaten erhielt er bei niedriger Wahlbeteiligung über 250,000 Stimmen und war sicher gewählt, 2008 wurde er noch deutlicher im Amt bestätigt – wieder gegen nur einen kommunistisch-gestützten Herausforderer.

## Familie
Ishiis Frau ist die Mathematikerin Shihoko Ishii, die 1995 den Saruhashi-Preis erhielt, der jährlich an eine japanische Wissenschaftlerin unter 50 Jahren vergeben wird, die wichtige Beiträge zu den Naturwissenschaften geleistet hat.